# غاري كوبر
غاري كوبر (7 مايو 1901 - 13 مايو 1961) (بالإنجليزية: Gary Cooper)‏ ممثل أمريكي، حاصل على جائزتي أوسكار كأفضل ممثل عام 1941 عن فيلم العريف يورك، وعام 1952 عن فيلم ظهيرة مشتعلة. كما فاز بجائزة الغولدن غلوب عن نفس الفيلم عام 1952.

## مواقع خارجية
- غاري كوبر على موقع IMDb (الإنجليزية)
- غاري كوبر على موقع الموسوعة البريطانية (الإنجليزية)
- غاري كوبر على موقع روتن توميتوز (الإنجليزية)
- غاري كوبر على موقع مونزينجر (الألمانية)
- غاري كوبر على موقع ألو سيني (الفرنسية)
- غاري كوبر على موقع ميوزك برينز (الإنجليزية)
- غاري كوبر على موقع تيرنر كلاسيك موفيز (الإنجليزية)
- غاري كوبر على موقع أول موفي (الإنجليزية)
- غاري كوبر على موقع قاعدة بيانات الأفلام السويدية (السويدية)
- غاري كوبر على موقع إن إن دي بي (الإنجليزية)